# Le Mesnil-Robert
Le Mesnil-Robert è un comune francese di 195 abitanti situato nel dipartimento del Calvados nella regione della Normandia.

## Società

### Evoluzione demografica
Abitanti censiti